# Marijan Čabraja
Marijan Čabraja (* 25. Februar 1997 in Pula) ist ein kroatischer Fußballspieler, der bei HNK Rijeka in der 1. HNL spielt.

## Karriere

### Verein
Marijan Čabraja begann seine Karriere in seiner Heimatregion Istrien beim NK Jadran Poreč. Als 13-Jähriger kam er im Jahr 2010 zum kroatischen Spitzenverein Dinamo Zagreb. Ab 2015 spielte er in drei Spielzeiten für die zweite Mannschaft von Dinamo in der 2. HNL, der zweithöchsten Fußball-Spielklasse in Kroatien. Sein Debüt hatte er dabei am 7. Oktober 2015 gegen NK Sesvete gegeben. Im Jahr 2018 wechselte Čabraja zu HNK Gorica, ⁣⁣ das gerade in die erste Liga aufgestiegen war. Beim Verein aus Velika Gorica war er direkt Stammspieler und verhalf der Mannschaft zu sicheren Tabellenpositionen.
Am 1. Februar 2021 wechselte Čabraja für eine Ablösesumme von 1,6 Millionen Euro zu seinem Jugendverein Dinamo Zagreb zurück. Er war zu diesem Zeitpunkt nach Iyayi Atiemwen der Spieler mit der zweitgrößten Transfersumme in der Vereinsgeschichte von Gorica. Sein Debüt für Dinamo gab er sechs Tage später im 1. HNL-Spiel gegen NK Istra 1961, das Dinamo mit 1:0 gewann. Sein Pokaldebüt gab er am 3. März im Viertelfinalspiel gegen Slaven Belupo, das mit 2:0 gewonnen wurde. Mit Dinamo gewann er am Ende der Saison 2020/21 die kroatische Meisterschaft und den Pokal. Nachdem er zu Beginn der Saison 2021/22 den Supercup mit Dinamo gewonnen hatte, wurde Čabaraja im Juli 2021 an Ferencváros Budapest nach Ungarn ausgeliehen. Sein Debüt für Ferencváros gab er am 16. September in einem Spiel der Europa League, das mit 1:2 gegen Bayer 04 Leverkusen verloren wurde. Im Februar 2022 kehrte er von seiner Leihe zurück. Ferencváros gewann in dieser Saison das Double aus Meisterschaft und Pokal. Ab Februar 2022 verlieh ihn Dinamo weiter an NK Olimpija Ljubljana nach Slowenien.
Im Juli 2022 wechselte Čabraja mit einem Dreijahresvertrag zu Hibernian Edinburgh nach Schottland. Nach einer Saison in Schottland kehrte er zum kroatischen Fußball zurück und unterschrieb bei HNK Rijeka.

### Nationalmannschaft
Marijan Čabraja spielte in zahlreichen Juniorenmannschaften von Kroatien. Mit der U19-Nationalmannschaft nahm er im Jahr 2016 an der Europameisterschaft in Deutschland teil.